# Айзенберг (Баварія)
Айзенберг (нім. Eisenberg) — громада в Німеччині, знаходиться в землі Баварія. Підпорядковується адміністративному округу Швабія. Входить до складу району Остальгой. Складова частина об'єднання громад Зег.
Площа — 13,65 км2. Населення становить 1218 ос. (станом на 31 грудня 2020).